# Someș-Odorhei (gmina)
Someș-Odorhei – gmina w Rumunii, w okręgu Sălaj. Obejmuje miejscowości Bârsa, Domnin, Inău, Someș-Odorhei i Șoimuș. W 2011 roku liczyła 2671 mieszkańców.